# Premio Nacional de Artes Aplicadas de Venezuela
El Premio Nacional de Artes Aplicadas de Venezuela fue un galardón anual entregado a diversos artistas plásticos de ese país. Fue uno de los primeros Premios Nacionales de Cultura que se entregaron a partir de 1940, junto con el Premio Nacional de Escultura y el Premio Nacional de Pintura.
El Premio Nacional de Artes Aplicadas se entregó anualmente hasta 1970.

## Lista de galardonados
| Año  | Recibidor                                                         |
| ---- | ----------------------------------------------------------------- |
| 1940 | Ilvio Rivero                                                      |
| 1941 | Conjunto enviado por los alumnos de la Escuela de Artes Plásticas |
| 1942 | Taller de Cerámica de la Escuela de Artes Plásticas               |
| 1943 | Taller de Esmalte de la Escuela de Artes Plásticas                |
| 1944 | Taller de Grabados de la Escuela de Artes Plásticas               |
| 1945 | Taller de Vitrales de la Escuela de Artes Plásticas               |
| 1946 | María Luisa Zuloaga de Tovar                                      |
| 1947 | Ricardo Arrue                                                     |
| 1948 | José Alloza                                                       |
| 1949 | José María Galofré                                                |
| 1950 | David Vallmitjana                                                 |
| 1951 | María Carlota de Soriano                                          |
| 1952 | María Tallián                                                     |
| 1953 | Adela Rico de Poleo                                               |
| 1954 | Miguel Arroyo                                                     |
| 1955 | Seka Severin de Tudja                                             |
| 1956 | Halyna Mazepa Koval                                               |
| 1957 | Cristina Merchán                                                  |
| 1958 | Tecla Tofano                                                      |
| 1959 | Rubén Núñez                                                       |
| 1960 | Gonzalo Palacios                                                  |
| 1960 | Luisa Palacios                                                    |
| 1961 | Gottfried Zielke                                                  |
| 1961 | Tekla Zielke                                                      |
| 1962 | Eduardo Gregorio                                                  |
| 1963 | Desierto                                                          |
| 1964 | Alejandro Otero                                                   |
| 1965 | Argenis Madriz                                                    |
| 1966 | Reina Herrera                                                     |
| 1967 | Ligia Oliveri                                                     |
| 1967 | Pedro Sosa                                                        |
| 1968 | Desierto                                                          |
| 1969 | Desierto                                                          |
| 1970 | Gladys Meneses                                                    |